# まつりスペシャル
『まつりスペシャル』は、神尾葉子による日本の漫画作品。『ジャンプスクエア』（集英社）にて2007年12月号（創刊号）から2009年10月号まで連載された。単行本は全4巻。

## 概要
元々作者が少女漫画家だけあって、少女漫画らしい「恋愛」要素と、少年漫画らしい「青春」を織り交ぜた作品となっている。
2008年11月6日からVOMICが配信されている。
2009年6月に発売された『デラックスマーガレット』7月号に特別版が掲載された。それに伴い、2009年5月号・6月号は休載した。

## ストーリー
羽生まつりは、人には言えない裏の顔を持つ女子高生。ある日、そんな裏の顔をクラスメイトの一人・重松荒太に見られてしまう。

## 登場人物
声の項は、VOMIC版の声優。

### 主人公
羽生 まつり（はにゅう まつり）
声 - 坂本真綾
ごく普通の女子高生として過ごしているが、まごころプロレスに所属している現役女子高生レスラーハニープリンセスという絶対に人には言えない裏の顔を持っている。勝てない所がウケている仮面レスラーで、その活躍（?）から真心プロレスは借金返済することが出来たが、本人ではプロレスが大嫌いで、肉団子のように転がっている姿を見られたくなかったという。悪役プロレスラーを父に持ち、3歳の頃から柔道を習い、小学生時代に怪力を出したことでクラスメイトから疎外された過去を持つ。Mっ気を持ち、諸角の冷酷さ等により思い悩む日々を送っていたが、ひょんなことから重松に自分の一面を認められる。

### 高校関係者
重松 荒太（しげまつ あらた）
声 - 伊藤健太郎
学ラン姿が特徴的な、まつりの高校に転校してきた男子生徒。かつては隣の学区の極悪高校に入っており、「人を半殺しにした」という噂をされたり、教師まで怖がる程の威圧感を併せ持つ。しかし実はお人好しな性格で、重度のプロレスオタク。男勝りな女子が好みのタイプ。まつりの父のリングネーム・ハニーギャングとハニープリンセスのファンであり、まつりの正体を知ってからはまごころプロレスの食客として行動を共にするようになった。
諸角 渉（もろかど わたる）
声 - 近藤孝行
イケメン男子生徒。サーファーで、知人女性と千葉まで乗りに行っているらしい。まつりを含む女子からは人気があるも、本性は傲慢かつ冷酷なサディスト。そのため、まつりを「ゴツい女」「筋肉少女」「キモ」と貶しつけるほど嫌っている。ギャル系の花野（はなの）と付き合っていたが、M系の女に乗り換え手酷くフッた。後に、ある事件を契機にして、ハニープリンセスの正体に興味を持つようになる。
井田 知子（いだ ともこ）
声 - 酒井香奈子
メガネをかけたまつりの女子クラスメイト。他人の噂話やスキャンダルを好み、読者がほとんどいないにも関わらず、独自の新聞を発行している。まつりの家庭環境や重松の本性を知ろうと執拗に探りを入れる。
前野 美々（まえの みみ）
インディーズ団体ジョンソンズ所属の女子高生プロレスラーで、リングネームは美々丸（みみまる）。三半規管が弱点。かつて中学生時代には女子柔道の全国大会で、まつりと対戦し敗北した経験がある。その際の雪辱を果たすため、まつりの通う高校へと転入してきた。重松荒太に惚れている。

### 羽生家・まごころプロレス
ハニー・ギャング
声 - 松岡大介
まつりの父親。まごころプロレス社長。リングネームは本名の「羽生（はにゅう）」から。往年は悪役レスラーとして活躍。その後新団体「まごころプロレス」を設立するも、ハニー・プリンセス登場までは長期間経営不振に陥っていた。なお、妻とは事実上の離婚状態である。
まつりの母
本名不詳。何年も前に娘・まつりの子育て方針やプロレス経営等を巡って夫と対立し、幼いまつりを置いて蒸発してしまう。

## 単行本
- 神尾葉子『まつりスペシャル』集英社〈ジャンプ・コミックス〉

単行本3巻では、プロレスラーの三沢光晴が帯コメントを寄稿している。
1. 2008年6月4日発売
2. 2008年11月4日発売
3. 2009年6月4日発売
4. 2009年11月4日発売

## 関連記事
- プロレス